# Coupe des nations de saut d'obstacles 2010
Navigation
Édition précédente Édition suivante
La Coupe des nations de saut d'obstacles 2010 (Meydan FEI Nations Cup 2010), est la 8e édition du circuit Coupe des nations organisé par la FEI, mais la 2e sponsorisée par le groupe Meydan. Elle a eu lieu du 14 mai au 6 août 2010, et a été remportée par la France.

## Calendrier 2010
| \| La Baule-Escoublac Rome Saint-Gall Rotterdam Aix-la-Chapelle Falsterbo Hickstead Dublin \| Villes accueillant la coupe des nations de saut d'obstacles en 2010. |
| La Baule-Escoublac Rome Saint-Gall Rotterdam Aix-la-Chapelle Falsterbo Hickstead Dublin                                                                            |

| Date            | Lieu                                                              | Équipe vainqueur |
| --------------- | ----------------------------------------------------------------- | ---------------- |
| 14 mai 2010     | Jumping international de France La Baule, France CSIO-5* €200,000 | France           |
| 28 mai 2010     | Rome, Italie CSIO-5* €200,000                                     | France           |
| 4 juin, 2010    | St-Gall, Suisse CSIO-5* €200,000                                  | France           |
| 18 juin 2010    | Rotterdam, Pays-Bas CSIO-5* €200,000                              | États-Unis       |
| 9 juillet 2010  | Falsterbo, Suède CSIO-5* €200,000                                 | Suède            |
| 15 juillet 2010 | Aix-la-Chapelle, Allemagne CSIO-5* €200,000                       | Irlande          |
| 30 juillet 2010 | Hickstead, Grande-Bretagne CSIO-5* €200,000                       | Grande-Bretagne  |
| 6 août 2010     | Dublin, Irlande CSIO-5* €200,000                                  | Pays-Bas         |

## Classement final
|     | Équipe          | Points | Points | Points | Points | Points | Points | Points | Points | Total |
| FRA | Équipe          | ITA    | SUI    | P-B    | SUE    | ALL    | GBR    | IRL    |        | Total |
| --- | --------------- | ------ | ------ | ------ | ------ | ------ | ------ | ------ | ------ | ----- |
| 1   | France          | 10     | 10     | 10     | 3.5    | 5.5    | 4.5    | 5      | 5      | 53.5  |
| 2   | États-Unis      | 7      | 3      | 2      | 10     | 3.5    | 6      | 6      | 6.5    | 44    |
| 3   | Grande-Bretagne | 5.5    | 7      | 6      | 7      | 2      | 1      | 10     | 4      | 42.5  |
| 4   | Irlande         | 3      | 5.5    | 5      | 1.5    | 3.5    | 10     | 3      | 6.5    | 38    |
| 5   | Allemagne       | 5.5    | 4      | 7      | 5      | 0      | 7      | 7      | 0      | 35.5  |
| 6   | Pays-Bas        | 0      | 0      | 1      | 6      | 7      | 3      | 4      | 10     | 31    |
| 7   | Espagne         | 4      | 5.5    | 3      | 3.5    | 5.5    | 0      | 1.5    | 2.5    | 25.5  |
| 8   | Suède           | 1      | 1      | 0      | 0      | 10     | 2      | 1.5    | 2.5    | 18    |
| 9   | Suisse          | 2      | 2      | 4      | 1.5    | 1      | 4.5    | 0      | 1      | 16    |
| 10  | Pologne         | 0      | 0      | 0      | 0      | 0      | 0      | —      | —      | 0     |

- '7e, 8e', 9e et 10e : relégation en Promotional League

La fédération nationale du  Canada a refusé de participer à la Meydan FEI Nations Cup pour la deuxième fois après 2009. La Pologne a donc intégré la Coupe des nations pour la saison 2010. Grâce à la décision du Tribunal arbitral du sport, l'équipe de  Grande-Bretagne a été autorisée à participer à la Meydan Nations Cup 2010.